# فهیمه زارعی
فهیمه زارعی (زادهٔ ۳ دی ۱۳۶۴، بشاگرد) یکی از ملّی‌پوشان تیم ملی فوتسال زنان ایران است.
این بازیکن دو بار به همراه تیم ملی فوتسال زنان ایران در جام ملت‌های آسیا ۲۰۱۵ و ۲۰۱۸ قهرمان آسیا شده‌است و در سال ۹۵ هم به عنوان بهترین بازیکن فوتسال بانوان ایران انتخاب شد.

## زندگی ورزشی
فهیمه زارعی متولد ۳ دی ۱۳۶۴خورشیدی در سردشت از توابع شهرستان بشاگرد واقع در استان هرمزگان است.
او دربارهٔ اینکه چگونه به ورزش و فوتبال روی آورده می‌گوید: از زمانی که به یاد دارم در حال فوتبال بازی کردن با برادر بزرگترم و دیگر اقوامم بودم. ابتدا برادرم به علت خشن بودن بازی پسرها به من اجازه بازی نمی‌داد اما توانستم خودم را به او ثابت کنم. من فوتبال را از برادرم یادگرفتم و پدرم علی‌رغم تمام سرزنش‌های مردم که می‌گفتند دختر را چه به فوتبال، اجازه داد من به فوتبال ادامه دهم و جایگاه فعلی زندگیم را مدیون طرز فکر پدر و مادرم هستم.
فهیمه زارعی اولین بار در ۱۳ سالگی به عنوان بازیکن حرفه‌ای پا در زمین گذاشت. خودش می‌گوید: دختر خاله‌ام ساکن میناب بود و به من اطلاع داد تیم فوتبال بانوان میناب شروع به فعالیت کرده و این مقدمه‌ای برای فوتبال حرفه‌ای من بود؛ در مسابقه‌ای که با تیم بندرعباس داشتیم برای تیم استانی و بعد از آن در مسابقات کشوری به اردوی تیم ملی دعوت شدم.

## نظرسنجی بهترین گل
سایت روزنامه مترو، چاپ لندن (۲۶ سپتامبر ۲۰۱۵) در یک نظرسنجی با انتشار فیلم گل فهیمه زارعی بازیکن فوتسال ایران، این گل را بهترین گل تاریخ فوتسال نامیده‌است.
فهیمه زارعی این گل را در بازی تیم فوتسال دختران ایران مقابل مالزی در مسابقات قهرمانی فوتسال دختران آسیا ۲۰۱۵ به ثمر رساند.

## دستاوردها
- قهرمانی در جام ملت‌های فوتسال زنان آسیا به همراه تیم ملی فوتسال زنان ایران (۲۰۱۸)[۲]
- قهرمانی در جام ملت‌های فوتسال زنان آسیا به همراه تیم ملی فوتسال زنان ایران (۲۰۱۵)
- بهترین بازیکن فوتسال بانوان ایران (۱۳۹۵)[۳]
- قهرمانی لیگ برتر فوتسال بانوان کشور با تیم ملی حفاری اهواز (۱۳۹۵)[۷][۸]
- قهرمانی لیگ برتر فوتسال بانوان کشور با تیم ملی حفاری اهواز (۱۳۹۳)[۹]